# Nicolas Bourriaud
Nicolas Bourriaud (Niort, 13 aprile 1965) è un critico d'arte francese.

## Biografia
È conosciuto principalmente per l'attività curatoriale al Palais de Tokyo dove (insieme a Jérôme Sans) dal 2000 al 2006 dimostra come si possa coinvolgere un grande pubblico anche con l'arte contemporanea. Cofondatore della rivista Documents sur l'art (1992-2000), la produzione saggistica di Bourriaud (vedi Estetica relazionale o Postproduction) contribuisce a renderlo popolare oltre i confini del mondo dell'arte.
Dirige, dal 2011 fino al 2015, l'École nationale supérieure des beaux-arts di Parigi. Nel luglio del 2015 viene rimosso dalla sua carica dal ministro della cultura Fleur Pellerin, senza motivi apparenti e non senza proteste sulla stampa locale. Nel novembre 2015, viene nominato direttore del Centre d'art contemporain di Montpellier, per poi essere rimosso dal Sindaco di Montpellier Michaël Delafosse nel marzo del 2021, con la motivazione che eseguiva programmi troppo elitari.